# Micrathena lepidoptera
Micrathena lepidoptera är en spindelart som beskrevs av Cândido Firmino de Mello-Leitão 1941. 
Micrathena lepidoptera ingår i släktet Micrathena och familjen hjulspindlar. Inga underarter finns listade i Catalogue of Life.